# La Fausse Suivante (film)
Pour les articles homonymes, voir La Fausse Suivante.
Pour plus de détails, voir Fiche technique et Distribution.
La Fausse Suivante est un film français réalisé par Benoît Jacquot, sorti en 2000.

## Synopsis
C'est une adaptation de la pièce La Fausse Suivante de Marivaux.

## Fiche technique
- Titre : La Fausse Suivante
- Réalisation : Benoît Jacquot, assisté d'Antoine Santana
- Scénario : Marivaux
- Sociétés de production : Dacia films
- Pays d'origine :  France
- Format : couleurs - 35 mm
- Genre : comédie dramatique
- Durée : 90 minutes
- Dates de sortie : 8 mars 2000  France

## Distribution
- Isabelle Huppert : la comtesse
- Sandrine Kiberlain : le chevalier
- Pierre Arditi : Trivelin
- Mathieu Amalric : Lélio
- Alexandre Soulié : Arlequin
- Philippe Vieux : Frontin